# Bab al-Azizia
Bab al-Azizia (àrab: باب العزيزية, Bāb al-ʿAzīziyya, literalment ‘la Porta Esplèndida’) són uns barracons militars i un complex residencial situat als suburbis del sud de Trípoli, Líbia. Era la principal base militar pel líder libi Muammar al-Gaddafi fins que va ser capturada per les forces rebels a Gaddafi el 23 d'agost de 2011, durant la batalla de Trípoli de 2011 en la guerra civil líbia de 2011.
Va ser objecte també del bombardeig dels Estats Units a Líbia de 1986.
La base militar fa 6 km² i està estratègicament ubicada al sud de Trípoli i al nord de l'autopista que porta a l'aeroport internacional de Trípoli.

## Complex residencial de Gaddafi
El complex original va ser construït pel rei Idris de Líbia, anterior cap d'estat. Gaddafi el va reforçar i expandí en la dècada de 1980 amb l'ajut de contractistes estrangers. Està envoltat per tres tanques separades anti foc fetes de ciment, s'estima que fan quatre metres d'alt i un metre de gruix amb estructures de portes complexes. Dins hi ha arbres, accés a l'aigua, la residència privada de Gaddafi i un gran nombre de barracons militars usades per les tropes lleials a Gaddafi i dirigides pels fills d'aquest. També hi ha una mesquita, un camp de futbol, un centre de comunicacions i altres estructures administratives. A les parets interiors hi ha una zona de seguretat amb detectors de metalls.
Els edificis estan connectats amb túnels subterranis
Gaddafi viu en una tenda d'estil beduí amb aire condicionat que sovint s'emporta en les seves visites a l'estranger. El 2009, intentà acampar al Central Park de Nova York.